# Camagüey
Camagüey je glavni grad istoimene središnje kubanske pokrajine Camagüey, te treći po veličini na Kubi. Grad je osnovan 1528. premještanjem sjevernog obalnog grada Santa María del Puerto del Príncipe zbog stalnih piratskih napada. Namjerno je isplaniran s labirintom zavojitih ulica, slijepih ulica i nepravilnih raskršća koja su vodila do nejednakih trgova, kako bi se lakše obranio od napadača. Također, postoji samo jedan izlaz iz grada kako bi se eventualni napadači mogli zatočiti u gradu. Kao takav, grad je jedinstvenog i drukčijeg oblika od svih drugih španjolskih kolonijalnih gradova koji su obično planirani sa strogo pravilnom mrežom ulica. Zbog toga je Camagüey upisan na UNESCO-ov popis mjesta svjetske baštine u Sjevernoj Americi 2008. godine kao „izvanredan primjer tradicionalnog naselja, sačuvanog zahvaljujući relativnoj izoliranosti od glavnih putova”.

## Povijest
Područjem između rijeka Tínima i Hatibonico u središnjoj Kubi je po dolasku Španjolaca vladao indijanski poglavica Camagüebax, te je cijelo područje današnjeg grada nazvano po njemu. Španjolci su osnovali Santa María del Puerto del Príncipe 1514. ili 1515. godine kao jedno od dva naselja na sjevernoj obali otoka kako bi se nosili s tada vodećim južnim naseljima. Do 1528. godine ono je već dva puta seljeno zbog piratskih napada. Iako plan tih naselja nije sačuvan zna se da su imala kvadratičan oblik i zgrade od drveta i palmi.
Camaguey je bio pod stalnim prijetnjama pirata i tropskih oluja, a 15. prosinca 1616. godine uništio ga je i požar. Zbog toga su stanovnici usvojili andaluzijski običaj čuvanja velikih količina vode u divovskim zemljanim vrčevima (tinajónes). Danas se mogu pronaći svuda po gradu gdje su postavljeni kao spomenici. Oni su se, kao i opeka i crijep, proizvodili u Camagueyu od 1620-ih. U isto vrijeme sagrađena je Kubanska kraljevska cesta koja je povezala Camaguey s drugim važnim kubanskim gradovima kao što su: Havana, Sancti Spiritus, Santiago de Cuba i Bayamo.
Nakon što ga je opustošio pirat Henry Morgan 1668. godine grad je obnovljen u današnjem obliku. Stari kvadratični trg je pretvoren u višekutni, kako bi se bolje uklopio u nepravilnu mrežu ulica u ostatku grada. Koncem 17. stoljeća podignute su nove crkve koje su postale središta malenih četvrti i grad je dobio svoj današnji izgled. Ove crkve, a osobito stari trg, su postali središta vjerskih festivala u kojima su kombinirani i neki afrički elementi koje su donijeli robovi.
Početkom 18. stoljeća sagrađene su velike javne građevine, što svjedoči o gomilanju bogatstva u gradu zahvaljujući razvoju industrije šećera. Do 1750-ih Puerto Príncipe je postao uspješni grad s 9 crkava i mnogim stambenim kućama u kolonijalnom stilu, ali s originalnim odlikama: strehe na pročelju, stablasti okviri oko glavnih ulaznih vrata i izrezbarene ograde s balustradama. Što svjedoči o urbanom razvoju grada koji je zemljopisno i kulturno bio izoliran od prijestolnice i inozemstva.
Do 1774. Puerto Príncipe je imao oko 18.000 stanovnika, i time je bio drugi po veličini na Kubi. Zbog toga se ustanova »Kraljevskog prijema« preselila u grad, što je nadalje dovelo do dolaska mnogih poduzetnih ljudi koji su pridonijeli razvoju kulturnog života grada u 19. stoljeću.
Početkom 19. st. grad je podijeljen na 6 upravnih jedinica s crkvama u sredini, a 1856. godine je izdata odredba koja je služila kao urbanistički plan grada. Stari dio je zadržao svoj spontani oblik, ali su novi dijelovi uređeni pravilnije i s novim neoklasicističkim elementima. Razvoj je dosegao vrhunac 1881. godine moderniziranjem šećerana i Puerto Príncipe je postao slavan u Europi po svojim modernim građevinama. U prvim desetljećima 20. st. ulice su popločane kamenom, a moderne građevine su nikle u novom dijelu grada.

## Znamenitosti
Pored povijesnog središta grada, Camaguey je poznat i kao "Grad znanja" zbog mnogih važnih škola u gradu, prije svega mnogih srednjih škola i Sveučilišta Camagüey i Pedagoškog fakulteta José Martí.
U gradu se nalazi i Internacionalna zračna luka Ignacio Agramonte.
U blizini je i Playa Santa Lucia, 19 km dugo obalno ljetovalište s pješčanim plažama,  bistrim morem i bogatim podvodnim životom koji privlači mnoge ronioce.
- Crkva Gospe od Žalosti (Iglesia Nuestra Señora de la Soledad)
- Crkva Gospe od Milosti (Iglesia de Nuestra Señora de la Merced)
- Kuća obitelji Rovirosa
- Trg Ignacio Agramonte
- Playa Santa Lucia

## Slavni stanovnici
- Gertrudis Gómez de Avellaneda (1814. – 73.), kubanska spisateljica
- José Olallo (1820. – 89.), kubanski svećenik i blaženik
- Carlos J. Finlay (1883. – 1915.), kubanski liječnik i znanstvenik
- Ignacio Agramonte (1841. – 73.), borac za neovisnost Kube i autor prvog ustava
- Nicolás Guillén (1902. – 89.), kubanski pjesnik i politički aktivist
- Tony Pérez (1942.-), bejzbol igrač

## Gradovi prijatelji
Grad Camagüey je zbratimljen sa:
- Mérida, Yucatán, Meksiko

## Vanjske poveznice
- Camagüey, Cuba: Essays, monographs, legends, poems, images (engl.)
- Turistički vodič grada  Arhivirana inačica izvorne stranice od 29. lipnja 2012. (Wayback Machine) (šp.)